# 岡田征陽
岡田 征陽（おかだ せいよう、1980年4月6日 - ）は、東京都青梅市出身の競輪選手。日本競輪選手会東京支部所属。日本競輪学校第85期卒業。師匠は富山健一（43期）。
小学生時代は地元サッカー少年団で活躍。小学生6年時には第2回全日本少年ミニサッカー大会(現バーモントカップ)で全国ベスト8の立役者となる。
その後中学3年までサッカーを続けるものの父親の夢であった競輪選手を目指し競技変更。
なお、中学時代は非公式ながら100M11秒ジャストの俊足の持ち主。

## 経歴
東京都立八王子工業高等学校在籍時代、1998年の全国高等学校選抜自転車競技大会（沖縄県総合運動公園自転車競技場）、個人スプリントで優勝。
1999年、日本競輪学校第85期生として入学。在校成績32位で卒業し、2000年8月14日、ホームバンクである京王閣競輪場でデビュー戦を迎え、初勝利を挙げた。
2002年にはヤンググランプリ（立川競輪場）に出場し、渡部哲男に次いで2着となったが、2003年もホームバンクの京王閣で開催されたヤンググランプリに出場し、海老根恵太（2着）の番手から直線抜け出し優勝した。
2011年の共同通信社杯秋本番（松阪競輪場）決勝5着。2012年、最後の開催となった東日本王座決定戦（高知競輪場）決勝2着、3月に開催された第65回日本選手権競輪（熊本競輪場）では決勝4着。5月には別府記念競輪で記念初優勝を果たし、これらの活躍により年間獲得賞金上位（正式には9位）となったため、地元の京王閣で開催されたKEIRINグランプリ2012への初出場を決めると共に、2013年のS級S班格付けを決定させた。